# Koninklijke Orde van Sahametrei

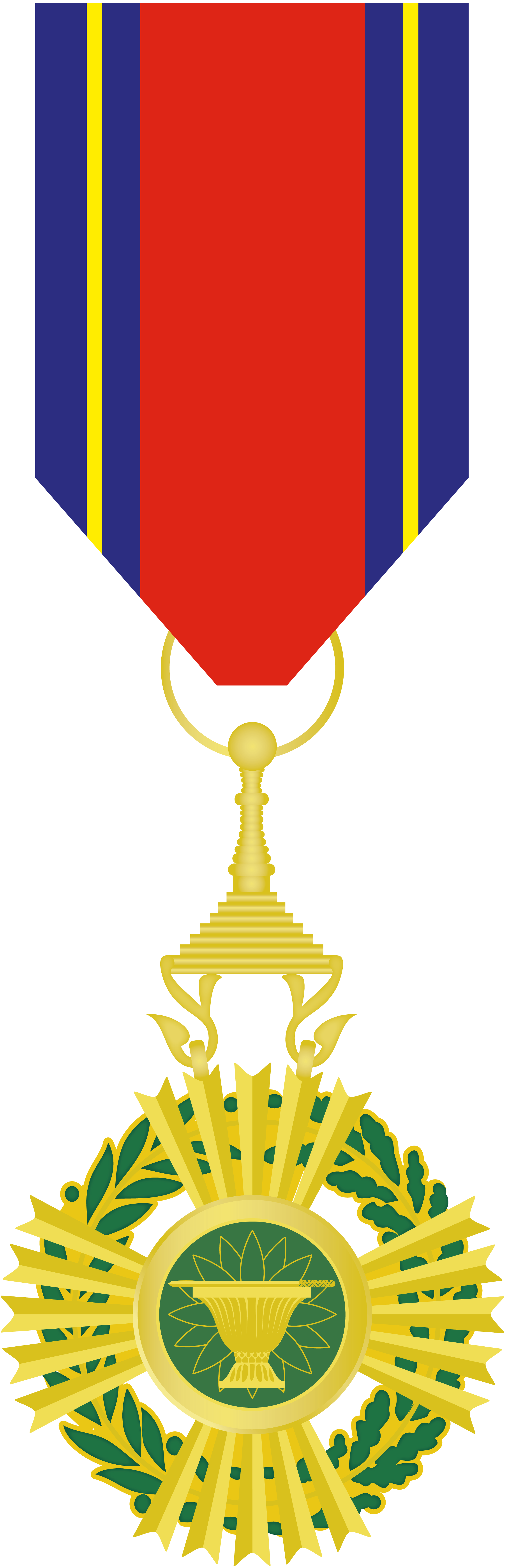
Koninklijke Orde van Sahametrei

Het Koninkrijk Cambodja kent een groot aantal ridderorden en onderscheidingen. Een daarvan is de Koninklijke Orde van Sahametrei. Na het herstel van de Cambodjaanse monarchie in 1994 werd het systeem van ridderorden aangepast en uitgebreid. De door koning Norodom Sihanouk op 9 september 1948 ingestelde en na het herstel van zijn troon aangehouden Orde van Sahametrei kent vijf graden.

## Graden
De graden van de orde zijn:
- Maha Siri Yudha (មហាសេរីវឌ្ឍន៍) (Grootkruis)
- Siri Yudha (មហាសេនា) (Grootofficier)
- Dhipadinda (ធិបឌិន្ទ) (Commandeur)
- Sena (សេនា) (Officier)
- Assarariddhi (អស្សឫទ្ធិ) (Ridder)

De Orde wordt vooral aan buitenlanders verleend voor hun verdiensten voor de Cambodjaanse buitenlandse betrekkingen.

## Post-nominals
De hogere rangen van Ridder Grootkruis geven hun leden het recht de titel te gebruiken als post-nominale: GCM; (Ridder) Grootofficier GOM; (Ridder) Commandeur CM.

De lagere rangen van Ridder Officier gebruiken de post-nominale OM; en Ridder, KM. Leden van alle klassen van de orde krijgen posities in de rangorde toegewezen.